# أوقست كولب
أوقست كولب (و. 1893 – 1962 م) هو ضابط من الإمبراطورية الألمانية، وألمانيا النازية، وألمانيا الغربية، ولد في نويشتات أن در آيش، كان عضوًا في الحزب النازي، كان عضوًا في شوتزشتافل، توفي في نورنبرغ، عن عمر يناهز 69 عاماً.